# 田籠松三郎
田籠 松三郎（たごもり まつさぶろう、1865年 - 1925年）は、明治から大正新教育運動の時代の小学校教師・小学校校長で、1903年（明治36年）に「数量的イメージを直観できる教具」として「算木」と呼ぶ積み木のような「1辺4cmの木の立方体」を用いる教授方法を発表した。この算木は同時代の小学校長鈴木筆太郎や現代の水道方式とほぼ同じ方法で、10進位取りや足し算を教えることができた。1920年(大正9年)に田籠は算木を「平面の正方形」に変えた。これで鈴木筆太郎の教数器や水道方式のタイルに近いものになった。田籠はこの教具を「骨牌（こっぱい）＝かるたの意味」と呼んだ。田籠はこれを用いて掛け算を教える方法を考え、「掛け算九九暗記不要論」を唱えた。

## 概要

### 計算教具の開発
田籠松三郎は1865年（慶応元年）に福岡県の農家の三男として生まれた。1883年（明治16年）に浮羽郡の小学校教師となった。教師となって10年過ぎたころ「実物算数教授機械」という教具を開発した。これは当時日本に紹介されていたペスタロッチの「数に対応した実物や模型などを示しながら直観的に教える」というという考え に基づくものだった。
田籠の作った教具は当時の官立高等師範学校（のちの東京高等師範学校)の「教育博物館」に展示されるほどの評価を受け、教具の使用法の出版計画まであったが、全く普及せず出版も頓挫したという。田籠は次第にペスタロッチの開発主義的教授法から離れて、数についての基礎的な理論や数量的なイメージを大事にした新しい教具の開発に力を注ぐようになった。田籠は「数とは何者なるか」や「数と名付く原理」、「基数の本性」を吟味し、「数の関係」を調査し、「数の自然系統」「数の表象と数図」について研究したと述べている。

### 5を基数とする考え

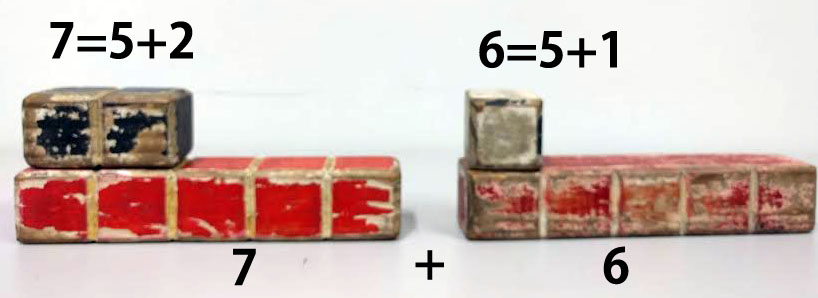
田籠松三郎が考案した算木による7＋6の足し算指導。1903年。

1903年7月に参加者700名を集めた福岡県教育会の総会で自分の説「数の観念養成につきて」を発表し、「5までを基数として計算する法」と「5までを基数とする教材の示し方取り扱い方」という2つの論文にまとめた。田籠は「1から5までの数」だけを基数（基本とする数）にすることが重要であるとした。田籠は「これまで1から5に加えて，6から9までも基数にしていたために、数の認識や足し算や引き算を困難にしていた」と主張した。田籠は「特に十進しやすい5を中心として計算するのが平易である」と主張した。たとえば「6」は「5と1」、「7」は「5と2」と5と組み合わせて表すと計算しやすくなると主張した 。

### 算木による足し算の教え方
田籠はその考えをもとにして、数量的なイメージを直感できる「算木（さんぎ）」という教具を考案した。算木は1から9までの数字を「1から5までの数」と「その組み合わせ」を用い「5個1列」で表すというものだった。たとえば「7＋6」では、7を表す算木は「2＋5の算木」となり、6を表す算木は「1＋5の算木」となる。上段の2と1の算木を合わせて3とし、下段の5の算木同士を積んで10とする。そして「5個2段の10の算木」の上に「3の算木」をのせて13を得る。ただ田籠の方法では算木の区切りが妨げとなって、「十をもって一つのかたまり（単位）とする」という十進位取りを理解させることは、同時代の鈴木筆太郎の教数器や水道方式のタイルに比して劣っていた。

### 骨牌によるかけ算指導方法

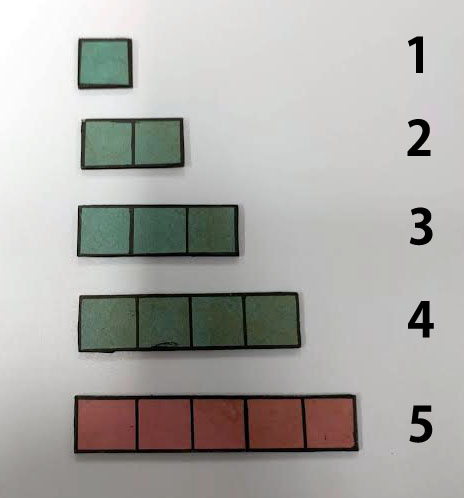
田籠松三郎が考案した骨牌による数の概念。1-4は青。5になると裏返してピンク（赤？）として、5を重視した。1920年。

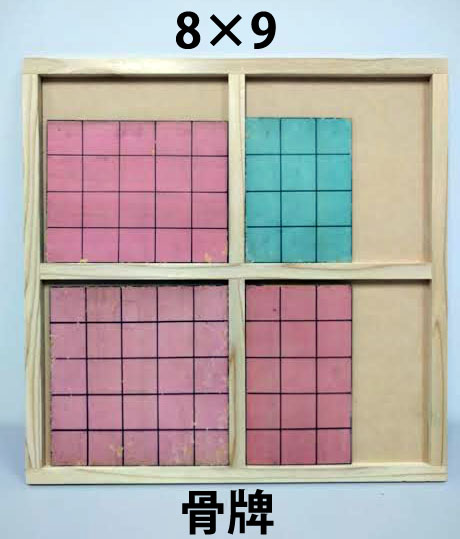
小野健司が復元した田籠松三郎考案の骨牌によるかけ算の指導方法。5の色分け以外に，区切って示している。1920年。

かけ算ではまず「5の算木」を積んでいき、「2個積んだ5の算木はいくつであるか」、「5の算木を2個積んだもの」と「それは何の何倍か（答は5の2倍）」を問う。そして5の算木をさらに積み上げて「何の何倍か（5の何倍か）」を問うていく。このようにして、5×6＝30まで問答し、次に「6の6倍」とするには、「何の何倍を加えれば良いか」を問えば「1個を6倍した算木を加えれば良い」ということになる。田籠はこれを色分けした算木で教えた。

### 九九暗記廃止の提唱
田籠によればほとんどの教師は「6×6」を「6＋6＋6＋6＋6＋6＝36」という計算(累加)を教えて、すぐに九九を唱えさせるのが普通だが、それではいくら正しく数え上げることができたとしても、単にそれは「6を6度足したら全部で36になった」という結果を知ったに過ぎないと批判し、そうした教え方ではかけ算の教え方に効果が無い証拠だと主張した。田籠の授業プランの発表は福岡県内で評判になり、県や郡の小学校長が視察に訪れた。こうした結果を踏まえて田籠は「九九の教授の必要がどこにありますか」と主張するようになった。

### 普及しなかった算木
しかし期待に反して田籠の授業を実践するものは現れなかった。参観者たちは「九九の暗記をやめて新しい教え方をしよう」という田籠の主張をすぐには受け入れることができなかった。実際には算木も十分に供給できず、まとめられた授業プランもない状態では、追試しようと思った教師がいても困難だった。

### 田籠の研究姿勢
田籠は現場の教師との共同研究も望んでいなかった。田籠は「在職中はただこれにのみ一生懸命となって、子供相手を相手として研究に没頭し、人様に意見を聞くことなど、したことは絶対になかった」と回想している。
田籠は「校長として」研究していた。田籠は「教育研究は学校経営の一つであって、学校長による強い統制のもとに行われるべきである」と考えていた。そこで田籠は「授業プランを実践させるには、正教員よりも代用教員のほうが命令通りに動かせるので都合がよい」とまで考えていた。このため田籠が他校へ異動すると、研究は誰も受け継がず火の消えたようになり、視察者はだれも来なくなった。

### 骨牌によるかけ算指導
田籠は1920年（大正9年）に55歳で退職したあとも研究を続け、立方体の算木から、平面の正方形で数を表すタイルに似た教具「骨牌」と授業プランを開発した。田籠はかけ算とは「整単位（1あたり量）を度数（整単位のいくつ分か）の示せるだけならべて、全積（全体量）の数を求める計算の仕方」と定義した。田籠は骨牌を用いて「かけ算とは掛ければ掛けるほど面が広がっていく性質を持つものである」と述べた。田籠はこのような授業を実践すれば、これまでのように九九の丸暗記を子どもに強いる必要はなくなり、「分かる算術」ばかりか「楽しい算術」が実現できるとした。

### 埋もれた研究成果
しかし、誰も田籠の授業を実践してくれる教師仲間はいなかったため、その研究は一度も試されることがなかった。田籠は大学教授、師範学校関係者、文部省の役人などのもとを訪れて、自分のプランの有効性を説いて回ったが、そうした努力は実を結ばなかった。田籠の研究は学校現場から急速に忘れ去られていった。田籠は1925年8月22日（大正14年）に60歳で病死して、その研究は埋もれてしまった。